# 单叶西风芹
单叶西风芹（学名：Seseli mairei var. simplicifolia）是伞形科西风芹属竹叶西风芹的变种。分布于中国大陆的四川、云南等地，生长于海拔1,200米至3,200米的地区，常生长在稀疏林下、向阳山坡、草丛中及旷地土坡，目前尚未由人工引种栽培。